# Striga schlechteri
Striga schlechteri är en snyltrotsväxtart som beskrevs av Francis Whittier Pennell. Striga schlechteri ingår i släktet Striga och familjen snyltrotsväxter. Inga underarter finns listade i Catalogue of Life.